# Cryphia seladona
Cryphia seladona är en fjärilsart som beskrevs av Hugo Theodor Christoph 1885. Cryphia seladona ingår i släktet Cryphia och familjen nattflyn. Inga underarter finns listade i Catalogue of Life.